# Беляков, Юрий Алексеевич
Юрий Алексеевич Беляков — советский хозяйственный, государственный и политический деятель.

## Биография
Родился в 1936 году в Великом Устюге. Член КПСС.
Окончил Ленинградский институт водного транспорта.
До 1976 — прораб, руководитель строительства в системе Минмонтажспецстроя СССР.
В 1976—1979 — ответственный работник аппарата КНК СССР.
В 1979—1986 — ответственный работник аппарата ЦК КПСС.
В 1986 — первый заместитель председателя исполнительного комитета Московского городского Совета депутатов трудящихся.
В 1986—1988 — второй секретарь Московского городского комитета КПСС.
В 1988—1990 — первый заместитель председателя исполнительного комитета Московского городского Совета депутатов трудящихся.
Депутат Верховного Совета СССР 11-го созыва. Делегат XIX партконференции.
Умер в 1990 году в Москве.

## Награды
- Орден Трудового Красного Знамени
- Орден Знак Почёта